# Gallus van Zwitserland

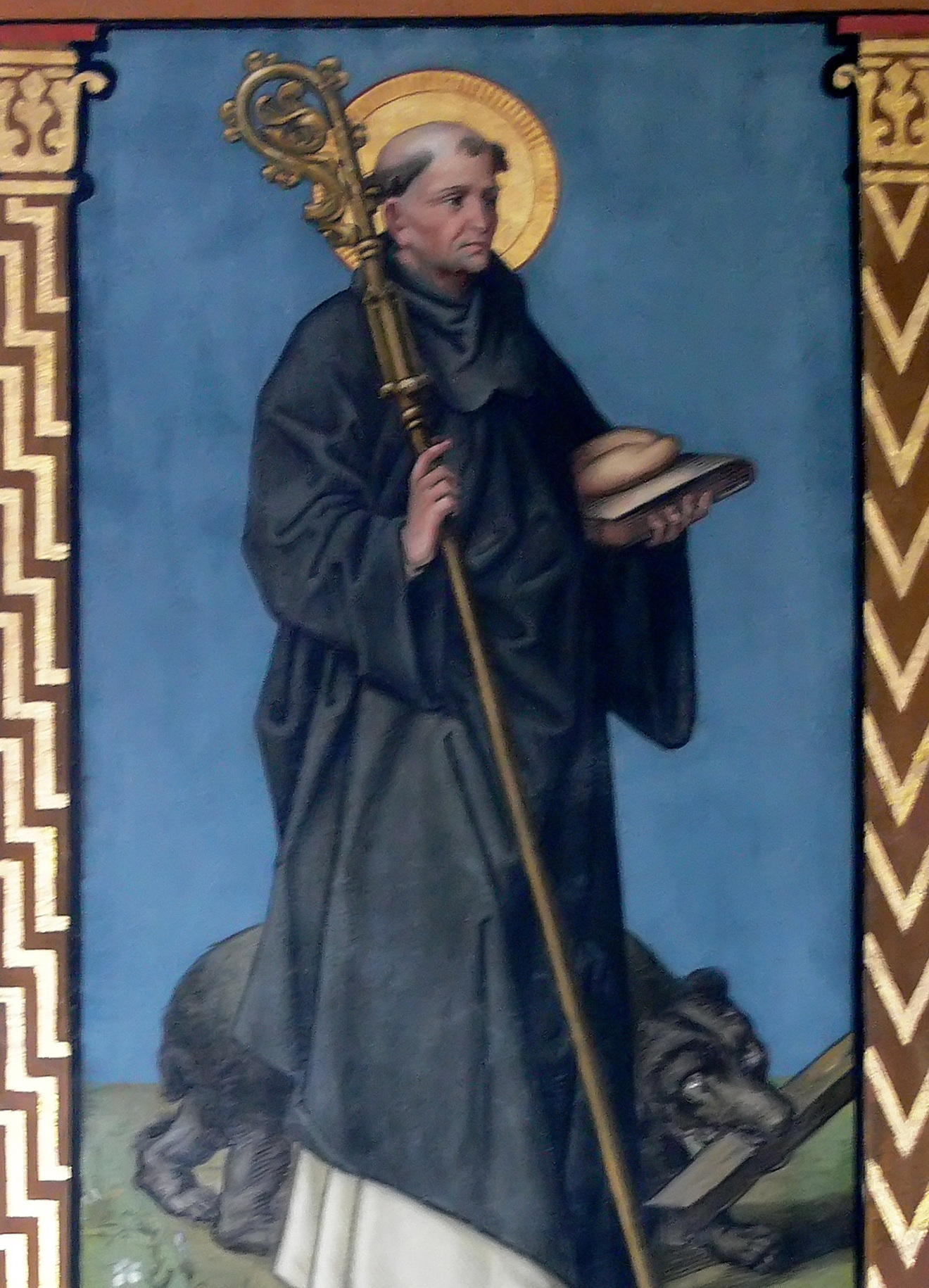
Gallus op een wandschildering in de kerk van Pfärrenbach

Gallus (Latijn voor 'de Kelt'; Ierland, circa 550 – Arbon, Zwitserland, 16 oktober 640, andere bronnen: 620) was een Ierse monnik, missionaris en heilige. Hij was vooral actief in de omgeving van het Bodenmeer.
Gallus kreeg zijn opleiding in het klooster van Bangor (Ierland). Omstreeks 590 kwam hij als een van de twaalf gezellen van Columbanus naar het Europese vasteland.
Omstreeks 720, nagenoeg 100 jaar na zijn dood, stichtte Othmar een abdij op de plaats waar Gallus begraven was en dat sedertdien een bedevaartsoord is. Hij noemde deze abdij de abdij van Sankt Gallen.

## Delegendevan Gallus en debeer

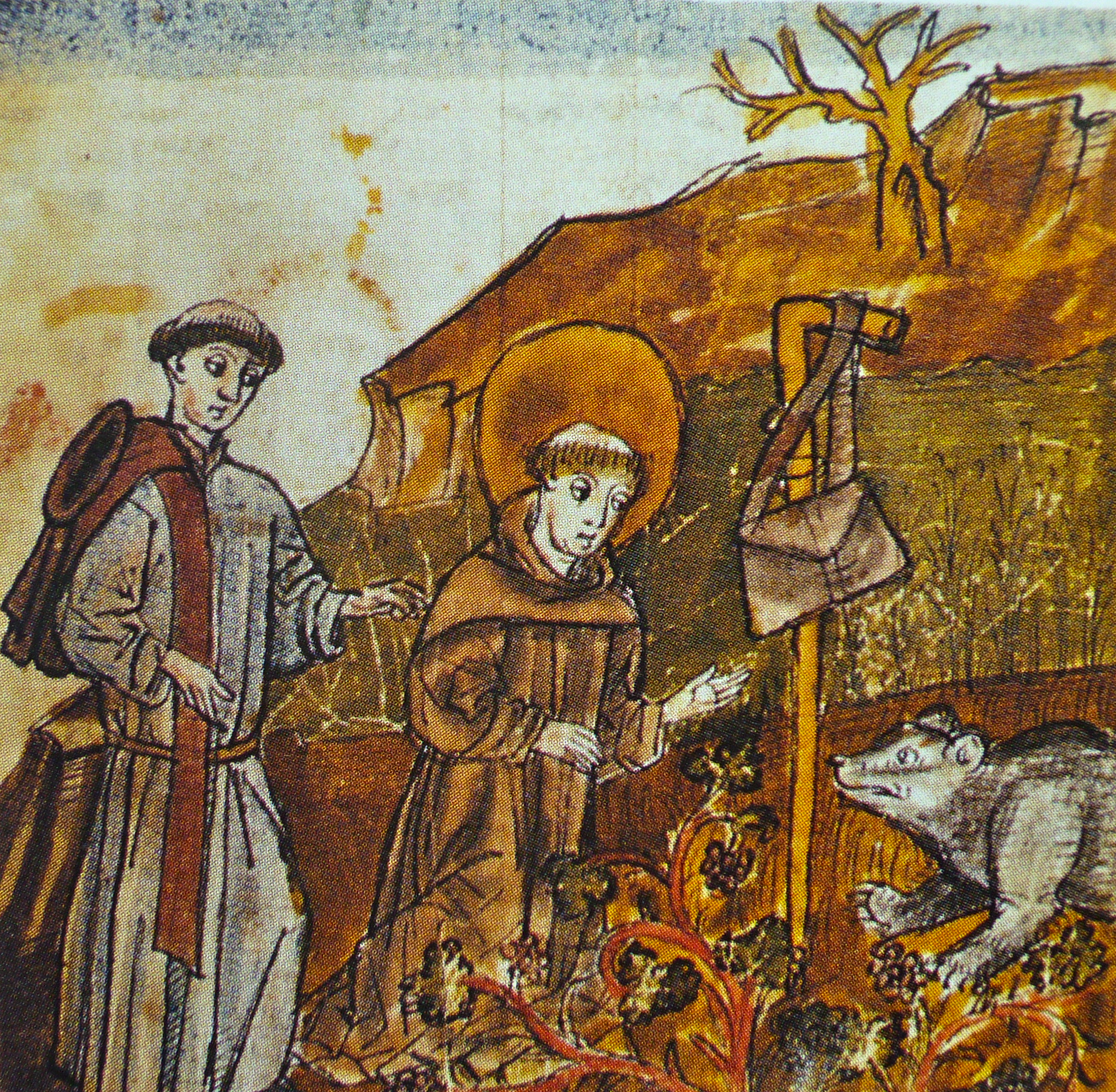
Sint Gallus sticht zijn klooster, in gezelschap van een beer
Wapen van de Abdij van Sankt Gallen en van de stad Sankt Gallen

Een bekende legende over de heilige Gallus luidt in grote lijnen als volgt:
Op een nacht, toen zijn metgezel Hiltibod sliep, was Gallus nog wakker. Plotseling dook er vanuit het donker een beer op. Gallus liet zich niet van de wijs brengen, ook niet, toen het grote roofdier in zijn volle lengte tegenover hem ging staan. Hij beval de beer, in de Naam des Heren, voor zijn eten te werken en hout voor het vuur te halen. De beer gehoorzaamde en bracht Gallus grote stukken brandhout. Daarop gaf Gallus de beer een brood, onder de voorwaarde, dat hij zich niet meer zou vertonen. Hiltibod was wakker geworden en had dit alles zien en horen gebeuren. Hij zei tegen Gallus: "Nu weet ik, dat de Heer met u is, wanneer zelfs de wilde dieren des wouds u gehoorzamen".  De beer kwam inderdaad niet meer te voorschijn. Sindsdien is de beer het wapendier van zowel het klooster als de stad Sankt Gallen, en komt ook voor in de wapens van gebieden, waarover de abdij later wereldlijke macht uitoefende.
De beer is bovendien het belangrijkste attribuut op afbeeldingen van Sint Gallus geworden.
- Bibliothèque nationale de France: cb15110525z (data)
- Gemeinsame Normdatei: 118537350
- Historisch woordenboek van Zwitserland: 010216
- International Standard Name Identifier: 0000 0003 8679 1458
- Library of Congress Control Number: n85385299
- National Archives and Records Administration: 10045193
- Nationale Bibliotheek van Tsjechië: jx20090914006
- Nationale Bibliotheek van Israël: 987007278051805171
- Nationale Bibliotheek van Polen: a0000003569024
- Nederlandse Thesaurus van Auteursnamen: 074970895
- Système universitaire de documentation: 167552376
- Virtual International Authority File: 264088963
- WorldCat: E39PCjHHjrCWqMyfWpXYQbYVRX

- Bibliothèque nationale de France: cb15110525z (data)
- Gemeinsame Normdatei: 118537350
- Historisch woordenboek van Zwitserland: 010216
- International Standard Name Identifier: 0000 0003 8679 1458
- Library of Congress Control Number: n85385299
- National Archives and Records Administration: 10045193
- Nationale Bibliotheek van Tsjechië: jx20090914006
- Nationale Bibliotheek van Israël: 987007278051805171
- Nationale Bibliotheek van Polen: a0000003569024
- Nederlandse Thesaurus van Auteursnamen: 074970895
- Système universitaire de documentation: 167552376
- Virtual International Authority File: 264088963
- WorldCat: E39PCjHHjrCWqMyfWpXYQbYVRX